# Station de la Garde côtière, Two Lights, Maine
Coast Guard Station, Two Lights, Maine (Station de la Garde côtière, Two Lights, Maine) est une aquarelle sur fusain sur papier réalisée  en  1927 par l'artiste réaliste américain Edward Hopper. L'œuvre représente le phare de Cape Elizabeth (appelé aussi Two Lights), un sujet fréquent des nombreuses visites estivales de Hopper et de sa femme à Cape Elizabeth, dans le Maine. Elle est conservée au Metropolitan Museum of Art, à New York.

## Voir également
- Liste des œuvres d'Edward Hopper
- 1927 dans l'art